# Zupet
Zupet je priimek več znanih Slovencev:
- Franc Zupet- Krištof (*1939), slikar in publicist
- Janez Zupet (1944-2016), rimskokatoliški duhovnik, jezikoslovec, publicist in prevajalec